# Tweed (rzeka)
Tweed (gael. Uisge Thuaidh) – jedna z głównych rzek w południowej Szkocji, o długości 156 km. Obszar źródłowy na Wyżynie Południowoszkockiej. Na końcowym, 27-kilometrowym odcinku stanowi granicę między Szkocją a Anglią.
Większe miasta nad rzeką to Berwick-upon-Tweed, Coldstream, Kelso, Melrose, Galashiels, Innerleithen i Peebles. 